# Rotschenkelsperber
Der Rotschenkelsperber (Accipiter erythronemius) ist ein Greifvogel aus der Gattung der Habichte und Sperber (Accipiter).
Die Art wurde im Jahre 2005 als eigenständige Art beschrieben, wird aber von anderen Autoritäten weiterhin als Unterart (Ssp.) des Eckschwanzsperbers (Accipiter striatus) angesehen und als A. s. erythronemius bezeichnet, so American Ornithological Society und Birds of the World.
Er kommt in Südamerika vor in Argentinien, Bolivien, Brasilien, Paraguay und Uruguay.
Der Lebensraum umfasst Waldgebiete aller Art und baumbestandene Savanne örtlich bis 1900 m. Die Art ist (überwiegend) Standvogel.

## Merkmale
Das Männchen ist 24 bis 30 cm groß, wiegt zwischen 87 und 114 g und hat eine Flügelspannweite von 52 bis 58 cm. Das Weibchen ist mit 29 bis 37 cm größer und mit 150 bis 218 g schwerer. Die Spannweite beträgt 58 bis 68 cm.
Dieser Sperber hat kurze, runde und breite Flügel und einen langen rechteckigen Schwanz mit 3 – 4 schwärzlichen und grauen Binden, oft auch eine weiße Spitze. Die Steuerfedern sind weißlich und schwärzlich gebändert. Beine und Wachshaut sind gelblich, der hakenförmige Schnabel ist schwarz. Die Oberseite ist schiefergrau, die Unterseite weiß mit unterschiedlich ausgeprägter rotbrauner Bänderung, die Schenkel sind deutlich rotbraun, der Untersteiß ist weiß.
Gegenüber dem Eckschwanzsperber (Accipiter striatus) ist die Art dunkler auf der Oberseite, die Strichelung der Unterseite ist rotbraun oder grau, Wangen und Kehle haben typischerweise einen deutlichen rotbraunen Fleck, der allerdings auch fast ganz fehlen kann. Die Iris ist gelb.
Jungvögel sind braun mitunter mit rotbraunen Federrändern, die Unterseite ist gelbbraun bis weißlich und hat etwas braune Strichelung und Bänderung, die Schenkel sind rotbraun. Sie sehen denen des Eckschwanzsperbers ähnlich, die Strichelung beschränkt sich aber auf Kehle, Brust und Bauch, während die Flanken gebändert sind.
Aufgrund der gelben Augen und rotbraunen Schenkel besteht Verwechslungsmöglichkeit mit dem Zweifarbensperber (Astur bicolor), dessen Unterseite aber anders gefiedert ist.
Häufig wird der Rotschenkelsperber mit dem eigentlich deutlich verschieden aussehendem Wegebussard (Rupornis magnirostris) verwechselt.
Die Art ist monotypisch.

## Stimme
Der meist nur während der Brutzeit zu hörende Ruf wird als "kyu-kyu-kyu-kyu-kyu" beschrieben. Das Männchen ruft ein weiches schnellen “teee-teee-teee” beim Nestanflug mit Beute, das Weibchen antwortet etwas tiefer oder mit einem klagenden “wheeee”.

## Lebensweise
Die Nahrung besteht fast ausschließlich aus kleinen und mittelgroßen Vögeln, die meist von einem versteckten Ansitz aus im Überraschungsangriff auch durch dichte Vegetation folgend erbeutet werden, manchmal erfolgen auch kreisende Suchflüge. Nur selten werden auch Nagetiere, Echsen, Froschlurche, Schlangen oder große Insekten als Nahrung genommen.
Die Brutzeit liegt zwischen Juni und März. Das Nest wird in Stammnähe etwa 20 m über dem Erdboden in Koniferen aus Ästen gebaut. Das Gelege besteht wohl aus 3 bis 5 Eiern, die vom Weibchen über etwa 30 Tage bebrütet werden.

## Etymologie und Forschungsgeschichte
Die Erstbeschreibung des Rotschenkelsperbers erfolgte 1850 durch Johann Jakob Kaup unter dem wissenschaftlichen Namen  Nisus vel Accipiter erythronemius. Als Verbreitungsgebiet gab er Bolivien an. 1760 führte Mathurin-Jacques Brisson die neue Gattung Accipiter ein. Dieser Begriff leitet sich von lateinisch accipiter, accipitris, accipere ‚Falke, fassen, greifen‘ ab.  Der Artname erythronemius ist ein Wortgebilde aus altgriechisch ἐρυθρός erythrós, deutsch ‚rot‘ und altgriechisch κνήμη knḗmē, deutsch ‚Unterschenkel‘. Alfred Laubmann hatte für sein Werk Die Vögel von Paraguay einen Balg, gesammelt von  Adolf Neunteufel (1909–1979) in der Colonie Cambychuelo, zur Verfügung. Neben Esparvero del esparverillo von Félix de Azara, sah er nur noch eine Beobachtung durch Andrés José Camilo Barbero Crosa (1877–1951) am Río Confuso als Nachweis für das Land.

## Gefährdungssituation
Die Art ist nicht untersucht.